# Róma történelmi központja
Róma történelmi központja Európa egyik legnagyobb és műemlékekben leggazdagabb történelmi városközpontja, 1980 óta a UNESCO világörökség része. A nagyrészt a Tiberis bal partján fekvő történelmi központ a 3. században felépült Aurelianus-féle falak által határolt terület, ami magába foglalja a város alapításának történetéből ismert hét dombot: Capitolinus, Viminalis, Quirinalis, Esquilinus, Caelius, Aventinus és Palatinus. Itt találhatók az antik világ és a kereszténység legszebb műemlékei. A történelmi központon végigkövethető a város arculatának alakulása az ókortól egészen napjainkig.

## Forum Romanum
|            |                           |                      |
| Tabularium | Antoninus&Faustina templ. | Maxentius bazilikája |
|            |                           |                      |

- Tabularium
- Via Sacra
- Antoninus és Faustina temploma
- Vaskori Nekropolisz
- Romulus temploma
- Constantinus és Maxentius bazilikája
- Vesta temploma
- Vesta-szüzek háza

|                        |                 |                           |
| Santa Francesca Romana | Titus diadalíve | Castor és Pollux temploma |
|                        |                 |                           |

- Santa Francesca Romana temploma
- Antiquarium Forense
- Vénusz és Róma temploma
- Titus diadalíve
- Fürdők romjai
- Vespasianus temploma
- Julius Caesar temploma
- Castor és Pollux temploma, Basilica Aemilia

|                      |                   |                    |
| S. Severus diadalíve | Saturnus temploma | Porticus Deorum C. |
|                      |                   |                    |

- Phókasz oszlopa
- Basilica Iulia
- Rostra
- Curia
- Septimius Severus diadalíve
- Saturnus temploma
- Porticus Deorum Consentium
- Concordia temploma
- Santi Luca e Martina

## Capitolium
|                          |                       |                      |
| Palazzo dei Conservatori | Cola di Rienzo szobra | Santa Maria Aracoeli |
|                          |                       |                      |

- Piazza del Campidoglio
  - Marcus Aurelius lovas szobra
  - Palazzo Senatorio
  - Palazzo Nuovo
  - Palazzo dei Conservatori
  - Cola di Rienzo szobra
- Santa Maria Aracoeli
- Római lakóház
- Cordonata
- Iuppiter temploma
- Tarpeii-szikla

## Palatinus
|                 |         |                    |
| Domus Augustana | Stadium | S. Severus fürdője |
|                 |         |                    |

- Domus Augustana
- Stadium
- Domus Flavia
- Cryptoporticus
- Livia háza
- Romulus kunyhói
- Cybele temploma
- Farnese-kert
- Septimius Severus palotája és fürdője

## AForum Boariumés környéke
|                      |                |                      |
| S. Maria in Cosmedin | Circus Maximus | S.Giorgio in Velabro |
|                      |                |                      |

- Santa Maria in Cosmedin-templom
- Fortuna Virillis templom
- Vesta templom
- Ianus Quadrifons íve
- Santa Sabina-bazilika
- San Teodoro
- Circus Maximus
- San Giorgio in Velabro-templom
- Arco degli Argentari
- San Gregorio Magno

## Császárfórumok, a Colosseum és környéke
|           |                        |                 |
| Colosseum | Constantinus diadalíve | Traianus fóruma |
|           |                        |                 |

- Colosseum
- Constantinus diadalíve
- Traianus fóruma, Traianus-oszlop
- Nerva fóruma
- Augustus fóruma
- Caesar fóruma
- Domus Aurea
- Torre delle Milizie
- Casa dei Cavalieri di Rodi
- Mamertinus börtöne
- SS. Cosma e Damiano
- San Giuseppe degli Falegnami

## Aventinus
|              |                  |             |
| Santa Sabina | Cestius piramisa | Ponte Rotto |
|              |                  |             |

- Casa dei Crescenzi
- San Giovanni Decollato-templom
- Santa Maria della Consolazione-templom
- Santa Sabina-bazilika
- Santi Bonifacio e Alessio-templom
- Piazza dei Cavalieri di Malta
- Monte Testaccio
- Protestáns temető (Róma)
- Cestius piramisa
- Porta San Paolo
- Ponte Rotto
- Santa Prisca

## Via Del Corso környéke és a II. Viktor Emánuel-emlékmű
|                |           |                |
| Spanyol lépcső | Trevi kút | Santi Apostoli |
|                |           |                |

- Piazza Di Spagna
- Trinitá dei Monti
- Spanyol lépcső
- San Marcello al Corso
- Trevi-kút
- Santi Apostoli
- Babingtons Tee Rooms
- Keats-Shelley-ház

|                        |                    |              |
| S. Silvestro in Capite | San Carlo al Corso | Villa Medici |
|                        |                    |              |

- Sant'Andrea delle Fratte-templom
- San Silvestro in Capite
- San Rocco-templom
- Santi Ambrogio e Carlo al Corso-templom
- Palazzo di Propaganda Fide
- Villa Medici
- Colonna dell'Immacolata
- Via Condotti

|                    |                     |                   |
| Ara Pacis Augustae | Augustus mauzóleuma | Piazza del Popolo |
|                    |                     |                   |

- Ara Pacis Augustae
- Augustus mauzóleuma
- Pincio-kert
- Via Babuino
- All Saints-templom
- Goethe háza
- Santa Maria in Montesanto
- Piazza del Popolo

|                        |                 |                            |
| Santa Maria del Popolo | Palazzo Venezia | II. Viktor Emánuel-emlékmű |
|                        |                 |                            |

- Santa Maria del Popolo
- Porta del Popolo
- Santa Maria dei Miracoli-templom
- Piazza Venezia
- Palazzo Venezia
- II. Viktor Emánuel-emlékmű
- Piazza di Minerva

## Piazza Navona és környéke
|               |                      |                        |
| Piazza Navona | Sant Agnese in Agone | San Luigi dei Francesi |
|               |                      |                        |

- Piazza Navona
- Fontana dei Quattro Fiumi
- Sant Agnese in Agone
- Santa Maria dell’Anima
- Santa Maria della Pace
- San Luigi dei Francesi
- Sant’Ivo alla Sapienza
- Palazzo Altemps

|                        |                         |                 |
| San Salvatore in Lauro | P. Massimo alle Colonne | Palazzo Braschi |
|                        |                         |                 |

- San Salvatore in Lauro
- Museo Napoleonico
- Palazzo Pamphili
- Palazzo Madama
- Palazzo Massimo alle Colonne
- Torre dell'Orologio (Róma)
- Palazzo del Banco di Santo Spirito
- Palazzo Braschi

|                         |              |                        |
| Sant’Andrea della Valle | Chiesa Nuova | Oratorio dei Filippini |
|                         |              |                        |

- Pasquino
- Sant’Andrea della Valle bazilika
- Via del Governo Vecchio
- Via del Coronari
- San Pantaleo
- Chiesa Nuova
- Oratorio dei Filippini

## Piazza della Rotonda és környéke
|          |               |                        |
| Pantheon | Sant’ Ignazio | S. Maria sopra Minerva |
|          |               |                        |

- Pantheon
- Hadrianus temploma
- Sant’ Ignazio
- Piazza di Sant' Ignazio
- Il Gesù
- Santa Maria sopra Minerva
- Obeliszk a Santa Maria sopra Minerva előtt
- Sant’ Eustachio

|                       |                        |                 |
| San Lorenzo in Lucina | Palazzo Doria Pamphili | Palazzo Altieri |
|                       |                        |                 |

- San Lorenzo in Lucina
- La Maddalena
- Via della Gatta
- Palazzo del Collegio Romano
- Palazzo Doria Pamphili
- Palazzo Altieri
- Palazzo Baldassini
- Palazzo Borghese

|                    |                       |                         |
| P. di Montecitorio | Montecitorio obeliszk | Fontanella del Facchino |
|                    |                       |                         |

- Palazzo di Montecitorio
- Montecitorio obeliszk
- Palazzo Capranica
- Pie’ di Marmo
- Santa Maria in Campo Marzio
- Marcus Aurelius-oszlop
- Fontanella del Facchino

## A Campo de’ Fiori környéke
|                 |                      |                            |
| Campo de’ Fiori | S. Nicola in Carcere | S. Giovanni dei Fiorentini |
|                 |                      |                            |

- Campo de’ Fiori
- Santa Maria dell'Orazione e Morte
- San Girolamo della Caritá
- Sant'Eligio degli Orefici
- San Carlo al Catinari
- Santa Maria in Campitelli
- San Nicola in Carcere-bazilika
- San Giovanni dei Fiorentini

|               |                 |                      |
| Palazzo Spada | Palazzo Farnese | P. della Cancelleria |
|               |                 |                      |

- Palazzo Spada
- Piccola Faresina
- Burcardo-színházmúzeum
- Palazzo Pio Righetti
- Palazzo dei Monte di Pietá
- Palazzo Farnese
- Palazzo Ricci
- Palazzo della Cancelleria

|                |                       |                   |
| Tiberis-sziget | Area del L. Argentina | Marcellus-színház |
|                |                       |                   |

- Casa di Lorenzo Manilio
- Palazzo Cenci
- Fontana delle Tartarughe
- Santissima Trinitá dei Pellegrini
- Tiberis-sziget
- Gettó és zsinagóga
- Via Giulia
- Teatro Argentina
- Sotterranei di San Paolo alla Regola
- Area Sacra del Largo Argentina
- Marcellus-színház
- Octavia oszlopcsarnoka

## Quirinale és a keleti városrész
|                          |                          |                        |
| Sant'Andrea al Quirinale | S. Carlo alle Quattro F. | Santi Domenico e Sisto |
|                          |                          |                        |

- Santa Maria in Tivorio
- Santi Vincenzo e Anastasio
- Sant'Andrea al Quirinale
- San Carlo alle Quattro Fontane
- Santa Maria dei Monti
- Le Quattro Fontane
- Santi Domenico e Sisto
- Accademia Nazionale di San Luca

|                     |                       |                     |
| Diocletianus termái | Palazzo del Quirinale | Sant'Agata dei Goti |
|                     |                       |                     |

- Palazzo delle Esposizioni
- Piazza della Repubblica
- Palazzo Colonna
- Diocletianus termái
  - Santa Maria degli Angeli e dei Martiri
  - Museo Nazionale Romano
  - Palazzo Massimo alle Terme
- Palazzo del Quirinale
- Castor és Pollux-kút
- Mózes-kút
- Villa Aldobrandini
- Sant'Agata dei Goti

## Laterán
|                          |                         |               |
| San Giovanni in Laterano | S. Croce in Gerusalemme | Arco di Druso |
|                          |                         |               |

- Laterán
- A lateráni egyházi épületegyüttes
  - Piazza del Laterano
  - Battistero San Giovanni in Laterano
  - Basilica di San Giovanni in Laterano
  - Palazzo Laterano
  - Scala Santa, Exedra
- Santa Croce in Gerusalemme
- Sepolcro degli Scipioni
- Arco di Druso
- San Giovanni a Porta Latina

## Esquilinio
|                       |                      |                |
| San Pietro in Vincoli | Santa Maria Maggiore | Santa Prassede |
|                       |                      |                |

- San Martini ai Monti
- San Pietro in Vincoli
- Santa Pudenziana
- Santa Maria Maggiore
- Santa Prassede
- Santa Bibiana
- Museo Nazionale d’Arte Orientale
- Maecenas auditoriuma
- Gallienus diadalíve

## Via Venetoés környéke
|                   |                            |                     |
| Palazzo Barberini | Santa Maria della Vittoria | Fontana del Tritone |
|                   |                            |                     |

- Santa Maria della Concenzione
- Santa Susanna
- Santa Maria della Vittoria
- Casino dell'Aurora
- Palazzo Barberini
- Fontana delle Api
- Fontana del Tritone

## Caelius
|                  |              |                        |
| Caracalla termái | San Clemente | Santa Maria in Domnica |
|                  |              |                        |

- Claudius-templom romjai
- Santi Giovanni e Paolo
- Caracalla termái és környéke
- Santo Stefano Rotondo
- San Clemente
- Santi Quattro Coronati-bazilika
- Santa Maria in Domnica

## Trastevere
|                        |                          |               |
| S. Maria in Trastevere | S. Cecilia in Trastevere | San Crisogono |
|                        |                          |               |

- Piazza di Santa Maria in Trastevere
- Santa Maria della Scala
- San Crisogono
- Santa Maria in Trastevere-bazilika
- Santa Cecilia in Trastevere
- San Francesco a Ripa
- Sant’Egidio, Museo Folclore
- Casa della Fornarina
- Caserma dei Vigili della VII Coorte

|             |                    |           |
| Ponte Sisto | Castel Sant'Angelo | Tempietto |
|             |                    |           |

- San Michele a Ripa Grande
- Ponte Sisto
- Villa Sciarra
- Castel Sant’Angelo
- Ponte Sant’Angelo
- Villa Farnesina
- San Pietro in Montorio
- Tempietto di Bramante

## Ókori falak, és a falakon kívüli templomok
|                         |                          |                       |
| San Paolo fuori le mura | S. Lorenzo fuori le mura | S. Costanza síremléke |
|                         |                          |                       |

- Servius-féle fal
- Aurelianus-féle fal
- San Paolo fuori le mura
- San Lorenzo fuori le mura
- Sant'Agnese fuori le mura
- Santa Costanza-bazilika